# Index de Haller
L'index de Haller est utilisé pour évaluer la sévérité des pectus excavatums. Il se calcule à partir d'une tomodensitométrie thoracique en rapportant le diamètre transversal du thorax à son diamètre antéropostérieur.